# Christian Bolaños
Christian Bolaños Navarro (Hatillo, 17 maggio 1984) è un ex calciatore costaricano, di ruolo centrocampista.

## Carriera

### Club
Cristian Bolaños giunge all'Odense Boldklub (OB) durante l'estate del 2007, con cui firmò per tre stagioni, dal Deportivo Saprissa.
Con il "Monstruo Morado" ha partecipato al Mondiale per Club del 2005 in Giappone, torneo in cui segnò un gol al Sydney.
Il 9 agosto 2006 firmò per il Charlton Athletic: prestito di un anno dal Saprissa.
Il suo passaggio al club inglese tuttavia saltò quando gli fu negato un permesso di lavoro dal Home Office.
Nell'autunno del 2008, lascia l'Odense e si vincola per tre anni all'I.K. Start in Norvegia.
Dal 2010 gioca nel Copenaghen. Alla fine della stagione 2013-2014 il giocatore costaricano lascia la squadra danese.
L'8 settembre 2014 firma ufficialmente per il Cartaginés, facendo così ritorno in patria.
Il 19 agosto 2020 torna in Norvegia, per giocare nello Start.

### Nazionale
Bolaños giocatore veloce e di buona finitura, ha esperienza di un certo numero di partite internazionali.
Viene convocato per la Copa América Centenario negli Stati Uniti.
Ha giocato nella Coppa del Mondo FIFA Under-17 2001 tenutasi a Trinidad e Tobago.
Ha debuttato per la nazionale maggiore in una partita amichevole contro la Norvegia nel maggio 2005 e, fino a novembre 2016, ha collezionato un totale di 71 presenze, segnando 6 gol. Ha rappresentato il suo paese in 25 partite di qualificazioni ai Mondiali FIFA ed è sceso in campo sia durante la Coppa del Mondo FIFA 2006 che durante la Coppa del Mondo FIFA 2014, oltre a partecipare alla Gold Cup 2005, alla Gold Cup 2007, e alla Gold Cup 2011.
Nel maggio 2018 è stato convocato nella rosa dei 23 giocatori della Costa Rica per la Coppa del Mondo FIFA 2018 in Russia. Entrando come sostituto nella sconfitta della prima giornata contro la Serbia, Bolaños è diventato l'unico costaricano a giocare in tre diverse edizioni della Coppa del Mondo FIFA, superando Michael Umaña come il costaricano con il maggior numero di partite disputate nella competizione.

## Statistiche

### Cronologia presenze e reti in nazionale
| Cronologia completa delle presenze e delle reti in nazionale ― Costa Rica | Cronologia completa delle presenze e delle reti in nazionale ― Costa Rica | Cronologia completa delle presenze e delle reti in nazionale ― Costa Rica | Cronologia completa delle presenze e delle reti in nazionale ― Costa Rica | Cronologia completa delle presenze e delle reti in nazionale ― Costa Rica | Cronologia completa delle presenze e delle reti in nazionale ― Costa Rica | Cronologia completa delle presenze e delle reti in nazionale ― Costa Rica | Cronologia completa delle presenze e delle reti in nazionale ― Costa Rica |
| Data                                                                      | Città                                                                     | In casa                                                                   | Risultato                                                                 | Ospiti                                                                    | Competizione                                                              | Reti                                                                      | Note                                                                      |
| ------------------------------------------------------------------------- | ------------------------------------------------------------------------- | ------------------------------------------------------------------------- | ------------------------------------------------------------------------- | ------------------------------------------------------------------------- | ------------------------------------------------------------------------- | ------------------------------------------------------------------------- | ------------------------------------------------------------------------- |
| 24-5-2005                                                                 | Oslo                                                                      | Norvegia                                                                  | 1 – 0                                                                     | Costa Rica                                                                | Amichevole                                                                | -                                                                         | 61’                                                                       |
| 8-6-2005                                                                  | San Juan de Tibás                                                         | Costa Rica                                                                | 3 – 2                                                                     | Guatemala                                                                 | Qual. Mondiali 2006                                                       | -                                                                         |                                                                           |
| 19-6-2005                                                                 | Changsha                                                                  | Cina                                                                      | 2 – 2                                                                     | Costa Rica                                                                | Amichevole                                                                | -                                                                         |                                                                           |
| 22-6-2005                                                                 | Canton                                                                    | Cina                                                                      | 2 – 0                                                                     | Costa Rica                                                                | Amichevole                                                                | -                                                                         | 59’                                                                       |
| 7-7-2005                                                                  | Seattle                                                                   | Canada                                                                    | 0 – 1                                                                     | Costa Rica                                                                | Gold Cup 2005 - 1º turno                                                  | -                                                                         |                                                                           |
| 9-7-2005                                                                  | Seattle                                                                   | Cuba                                                                      | 1 – 3                                                                     | Costa Rica                                                                | Gold Cup 2005 - 1º turno                                                  | -                                                                         | 75’                                                                       |
| 12-7-2005                                                                 | Foxborough                                                                | Stati Uniti                                                               | 0 – 0                                                                     | Costa Rica                                                                | Gold Cup 2005 - 1º turno                                                  | -                                                                         | 62’ 77’                                                                   |
| 16-7-2005                                                                 | Foxborough                                                                | Honduras                                                                  | 3 – 2                                                                     | Costa Rica                                                                | Gold Cup 2005 - Quarti di finale                                          | 1                                                                         | 35’ 36’                                                                   |
| 17-8-2005                                                                 | Città del Messico                                                         | Messico                                                                   | 2 – 0                                                                     | Costa Rica                                                                | Qual. Mondiali 2006                                                       | -                                                                         | 75’                                                                       |
| 3-9-2005                                                                  | Panama                                                                    | Panama                                                                    | 1 – 3                                                                     | Costa Rica                                                                | Qual. Mondiali 2006                                                       | -                                                                         | 33’ 40’                                                                   |
| 7-9-2005                                                                  | San Juan de Tibás                                                         | Costa Rica                                                                | 2 – 0                                                                     | Trinidad e Tobago                                                         | Qual. Mondiali 2006                                                       | -                                                                         | 56’                                                                       |
| 9-11-2005                                                                 | Fort-de-France                                                            | Francia                                                                   | 3 – 2                                                                     | Costa Rica                                                                | Amichevole                                                                | -                                                                         | 65’                                                                       |
| 11-2-2006                                                                 | San Francisco                                                             | Costa Rica                                                                | 1 – 0                                                                     | Corea del Sud                                                             | Amichevole                                                                | -                                                                         | 56’                                                                       |
| 1-3-2006                                                                  | Teheran                                                                   | Iran                                                                      | 3 – 2                                                                     | Costa Rica                                                                | Amichevole                                                                | -                                                                         |                                                                           |
| 28-5-2006                                                                 | Kiev                                                                      | Ucraina                                                                   | 4 – 0                                                                     | Costa Rica                                                                | Amichevole                                                                | -                                                                         | 56’                                                                       |
| 30-5-2006                                                                 | Jablonec nad Nisou                                                        | Rep. Ceca                                                                 | 1 – 0                                                                     | Costa Rica                                                                | Amichevole                                                                | -                                                                         | 78’                                                                       |
| 9-6-2006                                                                  | Monaco di Baviera                                                         | Germania                                                                  | 4 – 2                                                                     | Costa Rica                                                                | Mondiali 2006 - 1º turno                                                  | -                                                                         | 78’                                                                       |
| 20-6-2006                                                                 | Hannover                                                                  | Costa Rica                                                                | 1 – 2                                                                     | Polonia                                                                   | Mondiali 2006 - 1º turno                                                  | -                                                                         | 78’                                                                       |
| 3-6-2007                                                                  | San Juan de Tibás                                                         | Costa Rica                                                                | 2 – 0                                                                     | Cile                                                                      | Amichevole                                                                | -                                                                         | 67’                                                                       |
| 6-6-2007                                                                  | Miami                                                                     | Canada                                                                    | 2 – 1                                                                     | Costa Rica                                                                | Gold Cup 2007 - 1º turno                                                  | -                                                                         | 67’                                                                       |
| 14-10-2007                                                                | San Salvador                                                              | El Salvador                                                               | 2 – 2                                                                     | Costa Rica                                                                | Amichevole                                                                | -                                                                         | 65’                                                                       |
| 18-10-2007                                                                | San Juan de Tibás                                                         | Costa Rica                                                                | 1 – 1                                                                     | Haiti                                                                     | Amichevole                                                                | -                                                                         | 64’                                                                       |
| 14-6-2008                                                                 | Saint George's                                                            | Grenada                                                                   | 2 – 2                                                                     | Costa Rica                                                                | Qual. Mondiali 2010                                                       | -                                                                         | 70’ 71’                                                                   |
| 4-6-2009                                                                  | San Juan de Tibás                                                         | Costa Rica                                                                | 3 – 1                                                                     | Stati Uniti                                                               | Qual. Mondiali 2010                                                       | -                                                                         | 72’                                                                       |
| 7-6-2009                                                                  | Scarborough                                                               | Trinidad e Tobago                                                         | 2 – 3                                                                     | Costa Rica                                                                | Qual. Mondiali 2010                                                       | -                                                                         | 51’                                                                       |
| 13-8-2009                                                                 | San Pedro Sula                                                            | Honduras                                                                  | 4 – 0                                                                     | Costa Rica                                                                | Qual. Mondiali 2010                                                       | -                                                                         | 43’ 86’                                                                   |
| 10-9-2009                                                                 | San Salvador                                                              | El Salvador                                                               | 1 – 0                                                                     | Costa Rica                                                                | Qual. Mondiali 2010                                                       | -                                                                         | 53’ 70’                                                                   |
| 11-10-2009                                                                | San Juan de Tibás                                                         | Costa Rica                                                                | 4 – 0                                                                     | Trinidad e Tobago                                                         | Qual. Mondiali 2010                                                       | -                                                                         | 68’                                                                       |
| 15-10-2009                                                                | Washington                                                                | Stati Uniti                                                               | 2 – 2                                                                     | Costa Rica                                                                | Qual. Mondiali 2010                                                       | -                                                                         | 82’                                                                       |
| 15-11-2009                                                                | San Juan de Tibás                                                         | Costa Rica                                                                | 0 – 1                                                                     | Uruguay                                                                   | Qual. Mondiali 2010                                                       | -                                                                         |                                                                           |
| 19-11-2009                                                                | Montevideo                                                                | Uruguay                                                                   | 1 – 1                                                                     | Costa Rica                                                                | Qual. Mondiali 2010                                                       | -                                                                         | 14’                                                                       |
| 26-5-2010                                                                 | Lens                                                                      | Francia                                                                   | 2 – 1                                                                     | Costa Rica                                                                | Amichevole                                                                | -                                                                         | 56’                                                                       |
| 1-6-2010                                                                  | Sion                                                                      | Svizzera                                                                  | 0 – 1                                                                     | Costa Rica                                                                | Amichevole                                                                | -                                                                         |                                                                           |
| 10-2-2011                                                                 | Puerto La Cruz                                                            | Venezuela                                                                 | 2 – 2                                                                     | Costa Rica                                                                | Amichevole                                                                | -                                                                         | 70’                                                                       |
| 27-3-2011                                                                 | San José                                                                  | Costa Rica                                                                | 2 – 2                                                                     | Cina                                                                      | Amichevole                                                                | -                                                                         | 65’                                                                       |
| 29-3-2011                                                                 | San José                                                                  | Costa Rica                                                                | 0 – 0                                                                     | Argentina                                                                 | Amichevole                                                                | -                                                                         | 76’                                                                       |
| 6-6-2011                                                                  | Dallas                                                                    | Costa Rica                                                                | 5 – 0                                                                     | Cuba                                                                      | Gold Cup 2011 - 1º turno                                                  | -                                                                         | 68’                                                                       |
| 10-6-2011                                                                 | Charlotte                                                                 | Costa Rica                                                                | 1 – 1                                                                     | El Salvador                                                               | Gold Cup 2011 - 1º turno                                                  | -                                                                         | 62’                                                                       |
| 13-6-2011                                                                 | Chicago                                                                   | Messico                                                                   | 4 – 1                                                                     | Costa Rica                                                                | Gold Cup 2011 - 1º turno                                                  | -                                                                         | 29’                                                                       |
| 18-6-2011                                                                 | East Rutherford                                                           | Costa Rica                                                                | 1 – 1 dts (3 – 5 dtr)                                                     | Honduras                                                                  | Gold Cup 2011 - Quarti di finale                                          | -                                                                         | 69’                                                                       |
| 8-10-2011                                                                 | San José                                                                  | Costa Rica                                                                | 0 – 1                                                                     | Brasile                                                                   | Amichevole                                                                | -                                                                         | 66’                                                                       |
| 8-9-2012                                                                  | San José                                                                  | Costa Rica                                                                | 0 – 2                                                                     | Messico                                                                   | Qual. Mondiali 2014                                                       | -                                                                         |                                                                           |
| 12-9-2012                                                                 | Città del Messico                                                         | Messico                                                                   | 1 – 0                                                                     | Costa Rica                                                                | Qual. Mondiali 2014                                                       | -                                                                         |                                                                           |
| 13-10-2012                                                                | San Salvador                                                              | El Salvador                                                               | 0 – 1                                                                     | Costa Rica                                                                | Qual. Mondiali 2014                                                       | -                                                                         |                                                                           |
| 17-10-2012                                                                | San José                                                                  | Costa Rica                                                                | 7 – 0                                                                     | Guyana                                                                    | Qual. Mondiali 2014                                                       | 1                                                                         | 75’                                                                       |
| 7-2-2013                                                                  | Panama                                                                    | Panama                                                                    | 2 – 2                                                                     | Costa Rica                                                                | Qual. Mondiali 2014                                                       | -                                                                         | 62’                                                                       |
| 23-3-2013                                                                 | Commerce City                                                             | Stati Uniti                                                               | 1 – 0                                                                     | Costa Rica                                                                | Qual. Mondiali 2014                                                       | -                                                                         | 59’                                                                       |
| 8-6-2013                                                                  | San José                                                                  | Costa Rica                                                                | 1 – 0                                                                     | Honduras                                                                  | Qual. Mondiali 2014                                                       | -                                                                         | 81’                                                                       |
| 12-6-2013                                                                 | Città del Messico                                                         | Messico                                                                   | 0 – 0                                                                     | Costa Rica                                                                | Qual. Mondiali 2014                                                       | -                                                                         | 66’                                                                       |
| 19-6-2013                                                                 | San José                                                                  | Costa Rica                                                                | 2 – 0                                                                     | Panama                                                                    | Qual. Mondiali 2014                                                       | -                                                                         | 65’                                                                       |
| 7-9-2013                                                                  | San José                                                                  | Costa Rica                                                                | 3 – 1                                                                     | Stati Uniti                                                               | Qual. Mondiali 2014                                                       | -                                                                         | 36’ 86’                                                                   |
| 11-10-2013                                                                | San Pedro Sula                                                            | Honduras                                                                  | 1 – 0                                                                     | Costa Rica                                                                | Qual. Mondiali 2014                                                       | -                                                                         | 69’                                                                       |
| 16-10-2013                                                                | San José                                                                  | Costa Rica                                                                | 2 – 1                                                                     | Messico                                                                   | Qual. Mondiali 2014                                                       | -                                                                         |                                                                           |
| 3-6-2014                                                                  | Tampa                                                                     | Costa Rica                                                                | 1 – 3                                                                     | Giappone                                                                  | Amichevole                                                                | -                                                                         | 65’                                                                       |
| 7-6-2014                                                                  | Chester                                                                   | Costa Rica                                                                | 1 – 1                                                                     | Irlanda                                                                   | Amichevole                                                                | -                                                                         | 74’                                                                       |
| 14-6-2014                                                                 | Fortaleza                                                                 | Uruguay                                                                   | 1 – 3                                                                     | Costa Rica                                                                | Mondiali 2014 - 1º turno                                                  | -                                                                         | 88’                                                                       |
| 20-6-2014                                                                 | Recife                                                                    | Italia                                                                    | 0 – 1                                                                     | Costa Rica                                                                | Mondiali 2014 - 1º turno                                                  | -                                                                         |                                                                           |
| 24-6-2014                                                                 | Belo Horizonte                                                            | Costa Rica                                                                | 0 – 0                                                                     | Inghilterra                                                               | Mondiali 2014 - 1º turno                                                  | -                                                                         | 59’                                                                       |
| 29-6-2014                                                                 | Recife                                                                    | Costa Rica                                                                | 1 – 1 dts (5 – 3 dtr)                                                     | Grecia                                                                    | Mondiali 2014 - Ottavi di finale                                          | -                                                                         | 83’                                                                       |
| 5-7-2014                                                                  | Salvador                                                                  | Paesi Bassi                                                               | 0 – 0 dts (4 – 3 dtr)                                                     | Costa Rica                                                                | Mondiali 2014 - Quarti di finale                                          | -                                                                         |                                                                           |
| 14-11-2015                                                                | San José                                                                  | Costa Rica                                                                | 1 – 0                                                                     | Haiti                                                                     | Qual. Mondiali 2018                                                       | -                                                                         | 61’                                                                       |
| 18-11-2015                                                                | Panama                                                                    | Panama                                                                    | 2 – 2                                                                     | Costa Rica                                                                | Qual. Mondiali 2018                                                       | -                                                                         | 72’                                                                       |
| 26-3-2016                                                                 | Kingston                                                                  | Giamaica                                                                  | 1 – 1                                                                     | Costa Rica                                                                | Qual. Mondiali 2018                                                       | -                                                                         | 56’                                                                       |
| 30-3-2016                                                                 | San José                                                                  | Costa Rica                                                                | 3 – 0                                                                     | Giamaica                                                                  | Qual. Mondiali 2018                                                       | 1                                                                         | 74’                                                                       |
| 28-5-2016                                                                 | San José                                                                  | Costa Rica                                                                | 2 – 1                                                                     | Venezuela                                                                 | Amichevole                                                                | -                                                                         | 60’                                                                       |
| 4-6-2016                                                                  | Orlando                                                                   | Costa Rica                                                                | 0 – 0                                                                     | Paraguay                                                                  | Coppa America Centenario - 1º turno                                       | -                                                                         | 78’                                                                       |
| 8-6-2016                                                                  | Chicago                                                                   | Stati Uniti                                                               | 4 – 0                                                                     | Costa Rica                                                                | Coppa America Centenario - 1º turno                                       | -                                                                         |                                                                           |
| 12-6-2016                                                                 | Houston                                                                   | Colombia                                                                  | 2 – 3                                                                     | Costa Rica                                                                | Coppa America Centenario - 1º turno                                       | -                                                                         |                                                                           |
| 3-9-2016                                                                  | Port-au-Prince                                                            | Haiti                                                                     | 0 – 1                                                                     | Costa Rica                                                                | Qual. Mondiali 2018                                                       | -                                                                         |                                                                           |
| 6-9-2016                                                                  | San José                                                                  | Costa Rica                                                                | 3 – 1                                                                     | Panama                                                                    | Qual. Mondiali 2018                                                       | 2                                                                         |                                                                           |
| 11-11-2016                                                                | Port of Spain                                                             | Trinidad e Tobago                                                         | 0 – 2                                                                     | Costa Rica                                                                | Qual. Mondiali 2018                                                       | 1                                                                         |                                                                           |
| 16-11-2016                                                                | San José                                                                  | Costa Rica                                                                | 4 – 0                                                                     | Stati Uniti                                                               | Qual. Mondiali 2018                                                       | 1                                                                         |                                                                           |
| 24-3-2017                                                                 | Città del Messico                                                         | Messico                                                                   | 2 – 0                                                                     | Costa Rica                                                                | Qual. Mondiali 2018                                                       | -                                                                         | 55’                                                                       |
| 27-3-2017                                                                 | San Pedro Sula                                                            | Honduras                                                                  | 1 – 1                                                                     | Costa Rica                                                                | Qual. Mondiali 2018                                                       | -                                                                         | 55’                                                                       |
| 8-6-2017                                                                  | San José                                                                  | Costa Rica                                                                | 0 – 0                                                                     | Panama                                                                    | Qual. Mondiali 2018                                                       | -                                                                         | 37’ 46’                                                                   |
| 1-9-2017                                                                  | Harrison                                                                  | Stati Uniti                                                               | 0 – 2                                                                     | Costa Rica                                                                | Qual. Mondiali 2018                                                       | -                                                                         | 71’                                                                       |
| 5-9-2017                                                                  | San José                                                                  | Costa Rica                                                                | 1 – 1                                                                     | Messico                                                                   | Qual. Mondiali 2018                                                       | -                                                                         | 58’                                                                       |
| 7-10-2017                                                                 | San José                                                                  | Costa Rica                                                                | 1 – 1                                                                     | Honduras                                                                  | Qual. Mondiali 2018                                                       | -                                                                         | 72’                                                                       |
| 11-11-2017                                                                | Malaga                                                                    | Spagna                                                                    | 5 – 0                                                                     | Costa Rica                                                                | Amichevole                                                                | -                                                                         | 60’                                                                       |
| 14-11-2017                                                                | Budapest                                                                  | Ungheria                                                                  | 1 – 0                                                                     | Costa Rica                                                                | Amichevole                                                                | -                                                                         | 76’                                                                       |
| 7-6-2018                                                                  | Leeds                                                                     | Inghilterra                                                               | 2 – 0                                                                     | Costa Rica                                                                | Amichevole                                                                | -                                                                         | 61’                                                                       |
| 11-6-2018                                                                 | Bruxelles                                                                 | Belgio                                                                    | 4 – 1                                                                     | Costa Rica                                                                | Amichevole                                                                | -                                                                         | 62’                                                                       |
| 16-6-2018                                                                 | Samara                                                                    | Costa Rica                                                                | 0 – 1                                                                     | Serbia                                                                    | Mondiali 2018 - 1º turno                                                  | -                                                                         | 60’                                                                       |
| 22-6-2018                                                                 | San Pietroburgo                                                           | Brasile                                                                   | 2 – 0                                                                     | Costa Rica                                                                | Mondiali 2018 - 1º turno                                                  | -                                                                         | 54’                                                                       |
| 6-6-2019                                                                  | Lima                                                                      | Perù                                                                      | 1 – 0                                                                     | Costa Rica                                                                | Amichevole                                                                | -                                                                         | 65’                                                                       |
| 21-6-2019                                                                 | Frisco                                                                    | Costa Rica                                                                | 2 – 1                                                                     | Bermuda                                                                   | Gold Cup 2019 - 1º turno                                                  | -                                                                         | 70’                                                                       |
| 13-10-2021                                                                | Columbus                                                                  | Stati Uniti                                                               | 2 – 1                                                                     | Costa Rica                                                                | Qual. Mondiali 2022                                                       | -                                                                         | 73’                                                                       |
| Totale                                                                    |                                                                           | Presenze                                                                  | 87                                                                        |                                                                           | Reti                                                                      | 7                                                                         |                                                                           |

## Palmarès

### Competizioni nazionali
- Campionato costaricano: 4

Saprissa: 2003-2004, 2005-2006, 2006-2007, Clausura 2020
- Campionato danese: 2

Copenaghen: 2010-2011, 2012-2013
- Coppe di Danimarca: 1

Copenaghen: 2011-2012

### Competizioni internazionali
- CONCACAF Champions' Cup: 1

Saprissa: 2005
- CONCACAF League: 1

Saprissa: 2019